# Asoriculus similis
Asoriculus similis era una espècie de musaranya de la família dels sorícids (Soricidae). Visqué a Sardenya (Itàlia) durant el Plistocè.